# Ikeda (genre)
Famille
Genre
Synonymes
- Prashadus Stephen & Edmonds, 1972[2]
- Rubricelatus DattaGupta & Menon, 1976[2]

Ikeda est un genre de vers marins échiuriens, le seul de la famille des Ikedidae. 

## Liste des espèces
Selon World Register of Marine Species (5 janvier 2019) :
- Ikeda pirotansis (Menon & DattaGupta, 1962)
- Ikeda taenioides (Ikeda, 1904)

## Étymologie
Le nom du genre Ikeda a été choisi en l'honneur d'Iwaji Ikeda (1872-1922), zoologiste japonais. 

## Publications originales
- Bock, 1942 : On the structure and affinities of "Thalassema" lankesteri Herdman and the classification of the group Echiuroidea. Göteborgs Kungliga Vetenskaps- och Vitterhets-Samhälles Handlingar, Sjätte följden, sér. B, vol. 2, n. 6, pp. 1–94 ([Lien texte intégral/introduction]) (en).
- Wharton, 1913 : A description of some Philippine Thalassemae with a revision of the genus.  The Philippine Journal of Science, vol. 8, n. 4, pp. 243-270 (texte intégral) (en).